# Lee Suji
Lee Suji (* 20. März 1998 in Busan, Südkorea) ist eine südkoreanische Popsängerin. Sie war unter dem Künstlernamen Halla Mitglied der Girlgroup The Ark, die nur ein Jahr lang aktiv war und sich 2016 auflöste. Daraufhin sprach sie für die Fernsehserie The Idolm@ster.KR vor, basierend auf dem Videospiel The Idolm@ster. Die Serie wurde von SBS und Amazon vertrieben und als „Amazons erstes koreanisches Drama“ beworben. Die Serie verknüpfte Realität und Fiktion. Mit Idolm@ster.KR wurde die Girlgroup Real Girls Project gegründet, mit der Lee in diversen Musiksendungen auftrat.
Von November 2017 bis Februar 2018 nahm Lee an der Reality-Musikshow The Unit: Idol Rebooting Project teil, wodurch sie sich auch für die Girlgroup Uni.T qualifizierte.

## Filmografie
- 2017: The Idolm@ster.KR